# Chocho
Pour le militant, voir Jean Jourdan.
Le chocho (également chochon, ou improprement chocholtèque, chocholtec, chochotèque ou chochotec) est une langue popolocane parlée dans l'État d'Oaxaca, au Mexique.

## Origine du nom
Le chocho est parfois appelé chocholtèque. Selon Veerman-Leichsenring, ce terme est impropre puisque -teco, qui vient du nahuatl, signifie habitant de. Or, le terme chocho ne se réfère pas à un lieu mais à l'espagnol, « el que chochea », celui qui parle mal.

## Histoire de la langue
Le chocho est parlé par environ 1 000 personnes qui résident dans le Nord-Est de la Mixteca Alta. Au Nord, il est en contact avec les langues popolocas. Les dialectes de cette région, parlés à Tulancingo et Teotongo, présentent de fortes similitudes avec le popoloca voisin de San Felipe Otlaltepec. Les Chochos s'arrêtent fréquemment dans les villages popolocas quand ils voyagent au Nord.
Les rapports avec les Mixtèques, au Sud, sont plus difficiles. Les villages méridionaux de Natívitas et Ocotlán vivent au contact des Mixtèques et, il semble, que jusqu'à une époque récente, les conflits aient perduré.
La langue n'est plus parlée que par des locuteurs âgés et est menacée.

## Classification
Le chocho est une langue amérindienne qui appartient à la branche popolocane de la famille des langues oto-mangues.